# エオス族
エオス族 (Eos family) は、かつて起こった小惑星同士の壊滅的な衝突によって出来たと考えられている小惑星族のひとつ。所属している小惑星はどれもよく似た軌道を持つ。この族で最も小惑星番号の小さい (221) エオスにちなんで名づけられている。
平山清次が最初に見つけた小惑星族の一つ。
エオス族は、2.99から3.03天文単位の軌道長半径を持ち、離心率が0.01から0.13であり、8°から12°の軌道傾斜角を持つ。2005年の時点でエオス族に属している小惑星は480個ほど確認されている。